# Gundermann
Gundermann è un film del 2018 diretto da Andreas Dresen.